# 推定解雇
推定解雇（英語：Constructive Dismissal），又称构定解雇，指当劳动者的基本劳动条件被雇佣方改变，因不愿意接受新的改变而通过递交辞职请求解除双方的劳动合同。这种改变通常对劳动者的利益产生了无法承受的损害，因此尽管劳动者单方面断绝了劳动关系，实际上是被雇佣方解雇。
法律意义上，推定解雇的界限相对模糊，并且不同国家之间有不同的规定。通常，推定解雇的确立可以使被解雇方拥有解除劳动合同的权力，并可以通过后续对雇佣方的相关指控获取自己应得的权益。

## 中华人民共和国

### 推定解雇的界定
中华人民共和国的相关法律没有明确的界定推定解雇，这个概念属于从其他国家舶来的。1995年，中华人民共和国颁布劳动法，其中第三十一条规定了劳动者单方面解除劳动合同的权利。地方上对推定解雇的事件规定的更为详细，同年颁布的《广东省劳动合同管理规定》第三章第二十三条规定了用人单位不履行劳动合同约定条款，安全卫生条件恶劣，严重危害劳动者身体健康，或不按劳动合同规定支付劳动报酬，克扣或无故拖欠工资，或者违反法律、法规和规章，侵害劳动者合法权益的情况下，劳动者可以主动解除与用人单位之间的劳动合同。
根据现行《中华人民共和国劳动法》的规定，其中劳动者解除合同的条件与推定解雇的条件相似，因此被地方法院援引，作为判决依据。在《中华人民共和国劳动合同法》第四章第三十八条中规定劳动者解除其劳动合同有如下条件：
- 未按照劳动合同约定提供劳动保护或者劳动条件
- 未及时足额支付劳动报酬
- 未依法为劳动者缴纳社会保险费
- 用人单位的规章制度违反法律、法规的规定，损害劳动者权益
- 因本法第二十六条第一款规定的情形致使劳动合同无效
- 法律、行政法规规定劳动者可以解除劳动合同的其他情形

香港特別行政區的法律使用构定解雇来称呼类似的情况，根据《雇佣条例》第十条规定，当雇员合理的认为他受到没有在合同中明确规定、暗示过的身心危害，或有遭到雇主故意的苛刻对待以及长时间拖欠工资等条件时，这类情况可以认定为构定解雇。

### 推定解雇的民事责任
在确认为推定解雇的情况下，即《劳动法》第九十七条所规定，用人单位应当按照合同中的规定赔偿劳动者，作为造成劳动者利益损害的经济补偿金。这种赔偿的金额在全国范围内根据地方法规有不同的标准，原则上按《劳动合同法》第四十六、四十七条的规定，经济补偿按劳动者在用人单位工作的年限，每满一年支付一个月工资的标准向劳动者支付。据中华人民共和国的法律，雇主解雇损害劳工利益的代理人后依旧会带有连带的民事责任，

## 中华民国
中华民国于1984年颁布劳基法，其中没有直接使用“推定解雇”或“构定解雇”来规定这一类情况。根据现行《劳动基准法》第二章第十四条规定，符合下列情况的劳工可以在不通知雇主的情况下终止契约：
- 雇主于订立劳动契约时为虚伪之意思表示，使劳工误信而有受损害之虞者。
- 雇主、雇主家属、雇主代理人对于劳工，实施暴行或有重大侮辱之行为者。
- 契约所订之工作，对于劳工健康有危害之虞，经通知雇主改善而无效果者。
- 雇主、雇主代理人或其他劳工患有法定传染病，对共同工作之劳工有传染之虞，且重大危害其健康者。
- 雇主不依劳动契约给付工作报酬，或对于按件计酬之劳工不供给充分之工作者。
- 雇主违反劳动契约或劳工法令，致有损害劳工权益之虞者。

中华民国规定如果雇主将实施了这类行为的代理人解雇，那么雇主本人不会有连带责任。这个时候，劳工不能通过主张推定解雇的情形来单方面终止劳动契约。

## 美国
美利坚合众国用Constructive Discharge指代这一情况，涵盖了员工非自愿离职的所有案例。最早在1935年的全国劳资关系法第八条中构成了推定解雇的概念。
法律上，当雇员因无法忍受的工作环境而被迫辞职的这种情况违反了下列几种联邦法规时，就构成了推定解雇的前提：
- 1993家庭医疗休假法案（FMLA）
- 1963公平薪酬法案（EPA）
- 1990美国残疾人法案（ADA）
- 2008反基因歧视法（GINA）
- 1967就业年龄歧视法（ADEA）
- 1964民权法案第七条（CRA）

美国公平就业机会委员会通过一项三个步骤的测试来确认是否存在推定解雇：一个公平的人从原告的工作角度上也会认为工作环境无法容忍；针对原告的行为构成差别对待以创造难以忍受的工作条件；原告被迫辞职的行为是不能容忍的工作条件所导致的。
每个州拥有自己相应的法律条规，其中加利福尼亚州最高法院曾定义推定解雇为：“为确立一起推定解雇，一名雇员必须证明在通常的证据标准下，雇主有意的创建了或者在知情的情况下允许了在雇员辞职时已经严重恶化或非常难以忍受的工作条件，一个知情达理的雇主会意识到在雇员岗位上的一位知情达理的人也会被迫辞职。”

## 英国
英国的法律体系中构定解雇从属于不公平解雇，主要的目的是规范企业用人方面的管理权。构定解雇在1996年就业权利法中有一个概括性的定义：“在雇员因雇主的行为而有权不通知即终止雇佣合同的情况下终止雇佣合同”。使雇员拥有此项权利的条件由普通法定义，因此更多时候构定解雇的概念在于破坏了所有雇佣合同中所默示的相互信任和信赖条款。英国原贸易与工业部，现商业部的说明中指出，法庭可以将雇员因雇主行为而辞职的案例裁定为构定解雇。为使法庭做出这样的判决，雇主的行为必须被视为对雇佣合同的严重侵害，从而认定雇主无意再被合同中的任何条款所约束。

### 立法历程
最初的时候构定解雇的这类判决归属于不正当解雇，司法程序上关注雇主执行解雇程序的正当性，解雇的理由相对不重要，使得雇员在法律层面无法得到保护，因而促成了不公平解雇相关法律的立案。构定解雇于1974年被成文法所涵盖，英国工会和劳动关系法中基于雇主的行为规定了构定解雇，并赋予雇员通过就业裁判所请求相关救济的权利。
构定解雇的立法目的在于设立一个标准，这个标准可用以让雇主行使对雇员的管理权时有更好的规范。如果雇主在一定的时间内，改变了和雇员劳动关系中的条款，并且没有得到雇员的同意，那么雇主在实际意义上构成了毁约的行为，在没有明确告知雇员的情况下解雇了这位雇员。如果出现了这种情况，雇员有权利辞职并要求雇主赔偿因不公平解雇而带来的损害。同时，如果雇主在雇员劳动环境应当改变的时候没有做出改变，构成消极的解雇，也会被视为构定解雇。

## 日本
在日本，推定解雇的概念以“退職強要”指代，表示用人单位迫使雇员在非自愿的情况下终止劳动合同，属于违法行为。通常，法律程序要求雇主给予合理的理由才能解雇一位雇员，通过迫使雇员强制退休，则可以在法律层面上视为是雇员自愿退休，不需要受到日本民法、劳基法的约束。在这样的情况下，单位应该发放的补贴也会被取消。
如果构成不公平解雇或强制退休，这种行为在实质上是职场中的权力骚扰，根据日本《民法典》第五章第七百零九条的规定，当用人单位故意或过失侵害雇员的权利时，需要负因此而产生损害的赔偿责任。